# نوروزي (الريف الشرقي)
نوروزي (بالإنجليزية: Nowruzi Mosaic Blocks)‏ هي منطقة سكنية تقع في إيران في قسم الريف الشرقي الريفي. يقدر عدد سكانها بـ 21 نسمة .